# The Children in the House
The Children in the House è un film muto del 1916 diretto da Chester M. Franklin e Sidney Franklin. Sceneggiato da Roy Sommerville su un suo soggetto e prodotto dalla Fine Arts Film Company, il film aveva come interpreti Norma Talmadge, Alice Wilson, Jewel Carmen, William Hinckley, W.E. Lawrence, George C. Pearce, Eugene Pallette, Walter Long.

## Trama
Un marito, Arthur Vincent, tradisce Cora, la moglie, con una ballerina per cui perde la testa. Quando il padre, un banchiere, gli rifiuta del denaro, finisce per architettare una rapina nella banca del padre. Charles, un antico innamorato della moglie viene accusato del furto, ma alla fine i veri responsabili verranno smascherati e Vincent resterà ucciso. Cora, rimasta vedova, potrà ritornare insieme a Charles che è sempre innamorato di lei.

## Produzione
Girato negli stabilimenti cinematografici Fine Arts Studio situati al 4516 del Sunset Boulevard, il film fu prodotto dalla Fine Arts Film Company.

## Distribuzione
Il film uscì nelle sale cinematografiche statunitensi il 30 aprile 1916, distribuito dalla Triangle Distributing.
Nel 2006, il film è stato digitalizzato da una copia in 16 mm e distribuito in DVD dalla Grapevine Video insieme a Going Straight in formato NTSC.

### Conservazione
Copie della pellicola sono conservate negli archivi dell'International Museum of Photography and Film at George Eastman House di Rochester, in quelli dell'UCLA Film and Television Archive di Los Angeles e dal Pacific Film Archive di Berkeley.